# Jens Skou Olsen
Jens Skou Olsen (født 15. august 1962 på Nørrebro i København) er Ph.D. og docent. Han er komponist, jazzmusiker og docent på Rytmisk Musikkonservatorium.

## Karriere
Han gik på Metropolitanskolen fra 1978 til 1981 og fortsatte derefter på Musikvidenskab, Københavns Universitet. Han fik sin Ph.D. i 2015 med en afhandling om erfarelse og auralitet i jazzperformance . I perioden 2011-2016 sad han i Akademiet for SACRE på Center for Virksomhedsledelse (CVL) på Copenhagen Business School, og han har publiceret bøger og videnskabelige artikler i danske og udenlandske tidsskrifter og fagblade . Hans videnskabelige arbejder handler om transformativ oplevelse, æstetisk sandhed, kunstskabelse, pædagogik og performance.
Han er medlem af bestyrelsen for Sophia – Tænketank for pædagogik og dannelse . Han har været tilknyttet en række statslige og kommunale institutioner såsom Kulturministeriet, Børne- og ungdomsforvaltningen, Undervisningsministeriet, Dansk Friskoleforening, Kulturstyrelsen, Det Kgl. Danske Kunstakademi, Det Kgl. Danske Musikkonservatorium, Københavns Rådhus og Designskolen Kolding som foredragsholder, filosof, inspirator, performer og moderator. Han har skrevet og redigeret artikler og bøger om kunst, ledelse, sorg og savn, kreativitet, improvisation og pædagogik.

## Udvalgt bibliografi
- Olsen, Jens Skou (2016) The Experience of Truth in Jazz Performance, i Truth and Experience – Between Phenomenology and Hermeneutics. Cambridge: Cambridge Scholars Publishing[6]
- Olsen, Jens Skou (2016) At spille på øret – erfarelse og auralitet i jazzperformance. Roskilde: Roskilde Universitet[7].
- Olsen, Jens Skou (2014) Improvisationens mellemspil - et alternativ til den systematiske feedbacks strategiske asymmetri. I. Økonomistyring og Informatik, Vol. 29, Nr. 6, 30.06.2014, s. 535-556[8]
- Olsen, Jens Skou (2014) Sansningens sansning af sig selv - Kunstnerisk forskning som kilde til revitalisering af kreative fællesskaber. Nye Dimensioner: Hvad er kunstnerisk forskning? København: Institut for Kunst og Kulturvidenskab, Københavns Universitet (2014)[9]
- Olsen, Jens Skou (2013) Musisk ledelse – vejen til et levende arbejdsliv. Forlaget Klim (2013)[10]
- Olsen, Jens Skou (2013) Kommunal ledelse 2020 – At inspirere, udfordre og forene, i I fællesskabets tjeneste. Gyldendal (2013)[11].
- Olsen, Jens Skou (2012) Sansningens sansning af sig selv – kunstnerisk forskning som kilde til revitalisering af kreative fællesskaber. Den Danske Scenekunstskole (2012)[9]
- Olsen, Jens Skou og Tanggaard, Lene (2011) At navigere med sanserne som kompas og ror. I Følelser i ledelse, Elmholdt, Claus og Tanggaard, Lene (Red.). Aarhus: Forlaget Klim[12]
- Olsen, Jens Skou et al., Olesen, Peter (red.) (2005). Skilsmissebørn[13]. Kroghs Forlag.
- Olsen, Jens Skou et al., Jensen, René A. (red.) (2003). Sange til morgen og aften[14]. Edition Wilhelm Hansen.

## Kunstnerisk virke

### Musiker og komponist
Som musiker har han spillet og turneret med ind- og udenlandske kunstnere bl.a. Lee Konitz, Chris Cheek, John Tchicai, Kenny Vollesen, Horace Parlan, Marilyn Mazur, Marie Bergman, David Murray, Etta Cameron, Kenny Drew, Harry Beckett, Gregory Hutchinson, Finn Ziegler, Andy Sheppard, Muhal Richard Abrahms, Harry "Sweets" Edison, Hank Jones, Marie Bergman og Ulla Henningsen. Som komponist har han bidraget til den danske sangskat i bl.a. sangantologien Sange til Morgen og Aften på Edition Wilhelm Hansen sammen med bl.a. Carl Nielsen, Per Nørgård, Bo Holten og Vagn Holmboe.

### Udvalgt diskografi
- Jens Skou Olsen Group: Summer on the Moon (CALIBRATED)
- Benita Haastrup Trio: Hvælv (CALIBRATED)
- Benita Haastrup Trio: Mørkefjell (CALIBRATED)
- Benita Haastrup Trio: Going North (CALIBRATED)
- Jens Skou Olsen Group: September Veje (DACAPO)
- John Tchicai: Hymne til Sofia (VOICES MUSIC)
- Ulla Henningsen: The Man I Love (SONY)
- Jesper Thilo Quintet: Nothin' To Declare (MUSIC MECCA)
- Ole Kock Hansen Kvartet & DR's pigekor: Årstidens Danske Sange vol. 1-4 (Pladecompagniet)
- Another World: Rainbow blues (CALIBRATED
- Christina von Bülow Trio: Forelsket I København (CMC)
- Christina von Bülow Trio: West of the Moon (MUSIC MECCA)
- Christina von Bülow Trio: Solitude (MUSIC MECCA)
- Christina von Bülow Trio: The Very Thought of You (MUSIC MECCA)
- Benita Haastrup SUNRISE: Sunrise (CALIBRATED)
- Spoiled Child: Spoiled Child (RMC/STUNT)
- Maj-Britt Kramer/Marie Bergman: Who Calls the Tune (STUNT)
- Maj-Britt Kramer/Andy Sheppard: Once (STUNT)
- Maj-Britt Kramer/Andy Sheppard: Something About Heroes (STUNT)
- Nikolaj Hess/Jens Skou Olsen Quartet: Coral (EXLIBRIS)
- Nikolaj Hess/Jens Skou Olsen Quartet: Hess/Skou Quartet (STORYVILLE)

## Hæder
Jens Skou Olsen har været nomineret til to Danish Music Awards for Årets Danske Jazzudgivelse samt Årets Danske Komponist i 2017 (Going North).